# Józef Jeka
Józef Jeka (né le 6 avril 1917 à Tupadły en Pologne - mort le 13 avril 1958 à Manado en Indonésie) est un pilote de chasse polonais, as des forces armées polonaises de la Seconde Guerre mondiale, titulaire de 8 victoires aériennes.

## Biographie
Le 1er août 1937 il entre à l'école des sous-officiers pour les mineurs, après ses classes il suit la formation de pilote, entre le 15 août et le 15 novembre 1938 il suit la formation de pilote de chasse. Entre le 15 novembre 1938 et le 1er avril 1939 il effectue un stage à la 141e escadrille de chasse. Le 1er juin 1939 il est nommé caporal. Il prend part à la campagne de Pologne.
Le 18 septembre 1939 il est évacué avec son escadrille en Roumanie. Entre le 19 septembre et le 5 octobre il est interné. Il s'évade le 5 octobre et rejoint la France.
Le 15 février 1940 il gagne l'Angleterre où il s'entraîne à piloter des chasseurs Hurricane. Il est affecté au 238 RAF Squadron le 15 septembre 1940, et le même jour il remporte sa première victoire aérienne sur un Bf 110. Le 5 novembre il est lui-même abattu et blessé au-dessus de Dorset mais parvient à sauter en parachute. Le 15 novembre 1940, après son hospitalisation il intègre la 306e escadrille de chasse polonaise. Entre décembre 1941 et mai 1942 il est instructeur à Grangemouth. Le 1er novembre 1941 il est nommé sous-lieutenant. Il revient le 25 mai 1942 à la 306e escadrille. Le 21 mai 1944 son avion est touché par la Flak au-dessus de la France mais encore une fois il réussit à sauter en parachute, et se cache en territoire ennemi grâce à l'aide de la résistance française. Deux mois après le front arrive à son lieu de séjour et Jeka rejoint son unité. Le 25 mai 1945 il devient le commandant de la 306e escadrille,.
Après la guerre il sert dans la zone d'occupation britannique en Allemagne où il reçoit l'offre de travailler pour la CIA. Jeka, un fervent anticommuniste, l'accepte. Il effectue des vols d'essais d'avion U-2 ainsi que des missions d'espionnage au-dessus de l'Europe de l'Est. Il est pris en compte comme candidat pour subtiliser aux soviétiques un MiG-15. Le plan prévoit de larguer Jeka en Union soviétique près d'une base aérienne, de s'emparer d'un MiG et de s'envoler avec en Finlande. Finalement, le projet est abandonné, après qu'un pilote polonais Franciszek Jarecki se pose avec son MiG-15 à Bornholm, une île danoise de la mer Baltique.
Dans les années 1950, Józef Jeka prend part à des combats en Indonésie, où il périt dans un accident d'avion le 13 avril 1958, aux commandes d'un B- 26B.

## Decorations
- Ordre militaire de Virtuti Militari
- La croix de la Valeur Krzyż Walecznych - 4 fois
- Médaille de l'air "Medal Lotniczy"
- Insigne des blessés "Odznaka za Rany i kontuzje"
- Croix du Mérite polonais "Krzyż Zasługi"
- Distinguished Flying Medal
- Defence Medal 1939-45
- War Medal 1939-1945
- France and Germany Star
- 1939-45 Star

## Promotions militaires[4]
| deuxième classe | 1er août 1937     |
| caporal         | 30 juin 1939      |
| caporal chef    | 15 octobre 1941   |
| sous-lieutenant | 1er novembre 1941 |
| lieutenant      | 1er mars 1943     |
| capitaine       | 1er janvier 1946  |
| commandant      | 1er août 1947     |

## Postérité
Depuis le 16 avril 2011 une rue de Tupadły (actuellement un quartier de Władysławowo) porte le nom de Józef Jeka. Une plaque commémorative dédiée au commandant Jeka a également été apposée sur la façade d'une école.